# جسمیت یافتن (مسیحیت)

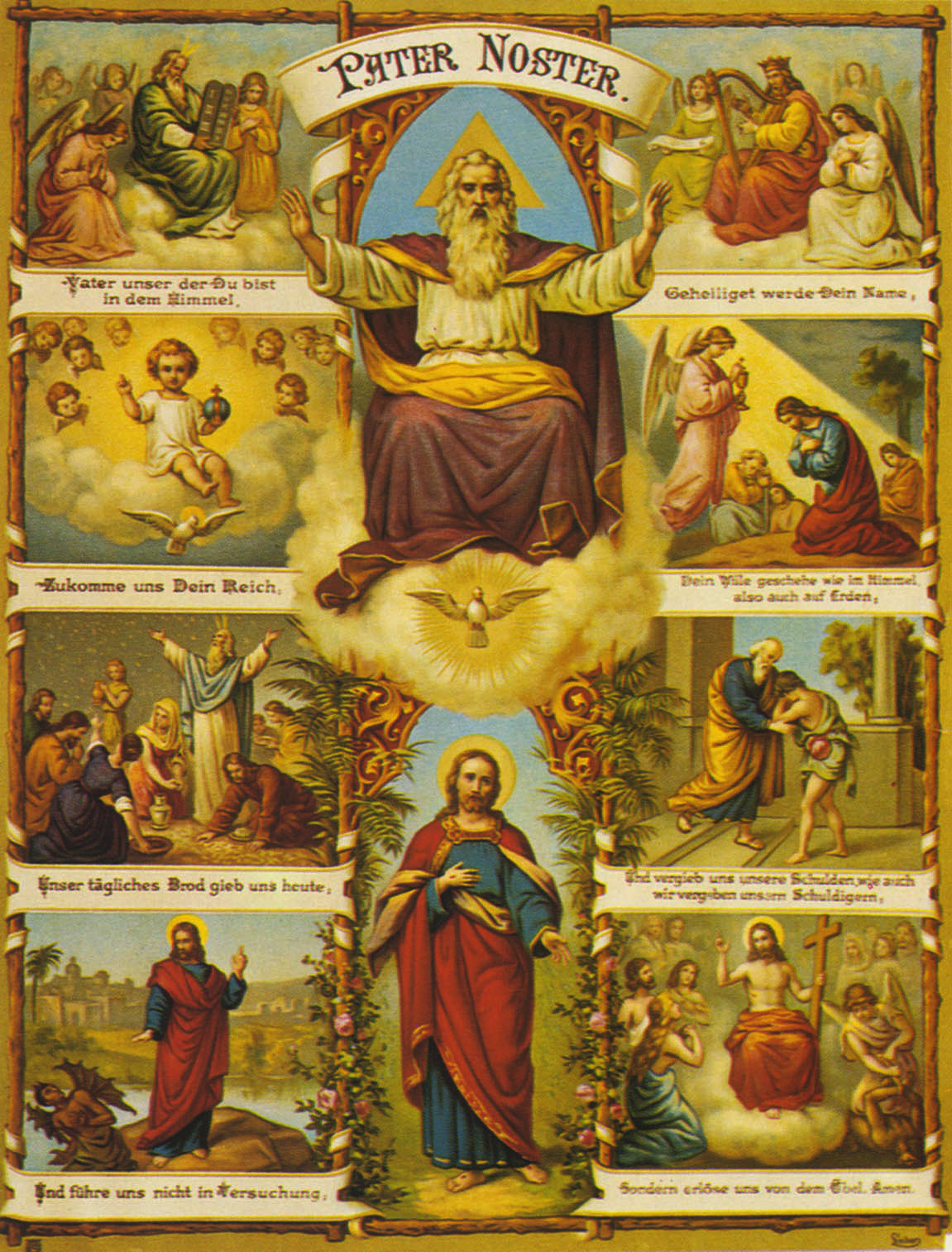
تجسم تصویر شده با صحنه‌هایی از عهد عتیق و اناجیل، با تثلیث در ستون مرکزی، توسط فریدولین لیبر، قرن ۱۹

جسمیت یافتن یا تجسم (انگلیسی: Incarnation) در الهیات مسیحی، تجسم این باور است که شخص الهی عیسی از دیدگاه مسیحیان، خدای پسر، دومین شخص تثلیث، طبیعت انسان را به خود گرفت و "جسمی انسانی شد و پس از قرار گرفتن در رحم یک زن باکره، مریم، که همچنین به عنوان تئوتوکوس (به یونانی به معنای "خداآور" یا "مادر خدا") شناخته می‌شود، زاده شد. آموزه تجسم مستلزم این است که عیسی در عین حال هم کاملاً خدا و هم کاملاً انسان بود - جمع شدن دو طبیعت در یک شخص.